# Nick Earls
Nick Earls (n. 1963) este un romancier australian.

## Biografie
În 1972 Nick Earls s-a mutat din Irlanda de Nord în Australia împreună cu părinții și sora sa. În prezent locuiește în  Brisbane, Australia. Mai multe detalii despre viața lui sunt prezente pe site-ul acestuia, Sunny Garden Arhivat în 30 decembrie 2007, la Wayback Machine..

## Carieră
Cu romanul Zigzag Street, în 1998, Earls a câștigat Betty Trask Award.